# Station Łask
Station Łask is een spoorwegstation in de Poolse plaats Łask.